# ¡Queda inaugurado el Mundial 82! (Mundial 82-bis)
¡Queda inaugurado el Mundial 82!, también conocida como Mundial 82-bis, es una historieta de 1982 del dibujante de cómics español Francisco Ibáñez. 

## Trayectoria editorial
Esta fue la primera historieta larga de los agentes en serializarse en la revista Súper Mortadelo, en los números  124 a 129. Forma parte de una serie de historietas que se realizaron coincidiendo con el Mundial de fútbol España 1982. De Mortadelo y Filemón ser hicieron hasta tres aventuras por el acontecimiento, siendo al primera En marcha el Mundial 82, ésta la segunda y la tercera El balón catastrófico. Cuando se publicó un Súper Humor dedicado a las historietas de mundiales de fútbol (el Súper Humor n.º 9 en la colección moderna) se retituló Mundial 82 bis. También tiene ese título en el n.º 64 de la Colección Olé moderna.

## Sinopsis
Va a empezar el Mundial de fútbol España 1982. Todos los equipos nacionales se trasladan a España para competir e intentar llegar a la final.
Sin embargo, un oscuro nubarrón se acerca: una de las selecciones ha sido raptada y suplantada por un equipo de espías que vienen a España para descubrir nuestro poderío militar. Para descubrirlos, el Súper emplaza a Mortadelo y Filemón a que jueguen en el equipo español para descubrir a los espías, a los que sólo podrán identificar de una manera: al no ser futbolistas profesionales, son muy malos jugando al fútbol.

## Gags y curiosidades
En la inauguración del campeonato, el presidente del Gobierno, Leopoldo Calvo-Sotelo es el encargado de hacer el saque de honor.